# ISO 7010
L'ISO 7010 est une norme de l’organisation internationale de normalisation présentant les symboles graphiques de sécurité, y compris ceux indiquant les issues de secours. Elle utilise les couleurs et les principes définis dans l'ISO 3864 pour ces symboles et a pour objectif de fournir "des informations de sécurité qui reposent le moins possible sur l'utilisation de mots pour la compréhension". Ce système se distingue du système général harmonisé de classification et d'étiquetage des produits chimiques spécifié par les Nations unies en ce qui concerne la normalisation de la classification et de l'étiquetage des matières dangereuses .
Depuis juillet 2019, la dernière version est l'ISO 7010:2019,. Cette révision incorpore tous les précédents, ainsi que les signaux de sécurité pour l'eau et les drapeaux pour la sécurité des plages précédemment spécifiés dans l'ISO 20712-1 à présent retirée.

## Forme et couleur des types de signaux
L'ISO 7010 spécifie cinq combinaisons de forme et de couleur pour distinguer le type d'informations présentées,.
| Signaux                                               | Couleur | Forme                                        | Exemple                                 |
| ----------------------------------------------------- | ------- | -------------------------------------------- | --------------------------------------- |
| Interdiction                                          | Rouge   | Cercle barré avec un trait                   | Flammes nues interdites                 |
| Obligation                                            | Bleu    | Cercle                                       | Protection obligatoire de l’ouïe        |
| Avertissement et signalisation de risque ou de danger | Jaune   | Triangle équilatéral avec des coins arrondis | Matières explosives, risque d’explosion |
| Sauvetage et secours                                  | Vert    | Carré ou rectangle                           | Point de rassemblement d'évacuation     |
| Lutte contre l'incendie                               | Rouge   | Carré                                        | Extincteur                              |

## Évacuation et premiers secours
La lettre E provient du mot anglais emergency qui veut dire urgence.

E001 – Sortie de secours (gauche)
E002 – Sortie de secours (droite)
E003 – Premiers secours
E004 – Téléphone d'urgence
E005 – Flèche de direction (angle de 90°)
E006 – Flèche de direction (angle de 45°)
E007 – Point de rassemblement après évacuation
E008 – Casser pour obtenir l'accès
E009 – Médecin
E010 – Défibrillateur automatique externe pour le cœur
E011 – Équipement de rinçage des yeux
E012 – Douche de sécurité
E013 – Civière
E016 – Fenêtre de secours avec échelle de secours
E017 – Fenêtre de secours
E018 – Tourner en sens inverse des aiguilles d'une montre pour ouvrir
E019 – Tourner dans le sens des aiguilles d'une montre pour ouvrir

## Sécurité incendie
La lettre F provient du mot anglais fire qui veut dire incendie.

F001 – Extincteur
F002 – Robinet d'incendie armé (lance incendie)
F003 – Échelle d'incendie
F004 – Ensemble d'équipements de lutte contre l'incendie
F005 – Point d'alarme incendie
F006 – Téléphone à utiliser en cas d'incendie
F007 – Porte coupe feu

## Obligation
La lettre M provient du mot anglais mandatory qui veut dire obligatoire.

M001 – Obligation générale
M002 – Consulter le manuel / la notice d'instructions
M003 – Protection auditive obligatoire
M004 – Protection oculaire obligatoire
M005 – Mise à la terre obligatoire
M006 – Débrancher la prise d'alimentation du secteur
M007 – Protection oculaire opaque obligatoire
M008 – Protection obligatoire des pieds (chaussure de sécurité)
M009 – Protection obligatoire des mains (gants de protection)
M010 – Protection obligatoire du corps (vêtements de protection)
M011 – Lavage obligatoire des mains
M012 – Utiliser la main courante
M013 – Protection obligatoire du visage (visière de protection)
M014 – Casque de protection obligatoire
M015 – Vêtements à haute visibilité obligatoires
M016 – Masque obligatoire
M017 – Protection obligatoire des voies respiratoires
M018 – Harnais de sécurité obligatoire
M019 – Masque de soudage obligatoire
M020 – Attacher la ceinture de sécurité
M021 – Débrancher avant d'effectuer une activité de maintenance ou une réparation
M022 – Utiliser une crème de protection
M023 – Utiliser la passerelle
M024 – Utiliser le passage (passage obligatoire pour piétons)
M025 – Protection opaque obligatoire des yeux pour les enfants en bas âge
M026 – Tablier de protection obligatoire
M027 –  Vérifier la protection
M028 – Verrouillage obligatoire
M029 – Klaxon
M030 – Utiliser la poubelle
M031 – Utiliser le capot de protection de la scie circulaire
M032 – Chaussures antistatiques obligatoires
M033 – Fermer la barre de sécurité du télésiège
M034 – Ouvrir la barre de sécurité du télésiège
M035 – Quitter immédiatement la piste de remontée en cas de chute
M036 – Lever les pointes des skis
M037 – Fermer et attacher les trappes (lors du lancement du bateau de sauvetage)
M038 – Démarrer le moteur (lors du lancement du bateau de sauvetage)
M039 – Abaisser l'embarcation de sauvetage à l'eau (lors de son lancement)
M040 – Abaisser le radeau de survie à l'eau (lors de son lancement)
M041 – Abaisser le canot de sauvetage à l'eau (lors de son lancement)
M042 – Libérer les garants (lors du lancement du bateau de sauvetage)
M043 – Démarrer le gicleur d'eau pour le bateau de sauvetage (lors du lancement du bateau de sauvetage)
M044 – Démarrer l'approvisionnement en air (lors du lancement du bateau de sauvetage)
M045 – Libérer les saisines du bateau de sauvetage (lors de son lancement)
M046 – Sécuriser les bouteilles de gaz
M047 – Utiliser l'appareil respiratoire autonome
M048 – Utiliser le détecteur de gaz
M049 – Porter un équipement de protection pour sports à roulettes
M050 – Descendre à gauche de la luge
M051 – Descendre à droite de la luge
M052 – Garder une distance entre les luges
M053 – Port obligatoire d’un dispositif de flottaison individuel
M054 – Surveiller les enfants en environnement aquatique
M055 – Tenir hors de portée des enfants

## Interdiction
La lettre P provient du mot anglais prohibition qui veut dire interdiction. 

P001 – Interdiction générale
P002 – Interdiction de fumer
P003 – Flammes nues interdites
P004 – Interdit aux piétons
P005 – Eau non potable
P006 – Interdit aux chariots élévateurs à fourche et autres véhicules industriels
P007 – Interdit aux personnes porteuses d’un stimulateur cardiaque
P008 – Articles métalliques ou montres interdits
P010 – Interdiction de toucher
P011 – Interdiction d'éteindre avec de l´eau
P012 – Charge lourde interdite
P013 – Interdiction d'activer des téléphones mobiles
P014 – Entrée interdite aux porteurs d’implants métalliques
P015 – Ne pas mettre la main
P016 – Interdit d'asperger avec de l'eau
P017 – Interdiction de pousser
P018 – Interdiction de s’asseoir
P019 – Interdiction de marcher sur la surface
P020 – Interdiction d'utiliser l'ascenseur en cas d'incendie
P021 – Interdit aux chiens
P022 – Interdiction de manger ou de boire
P023 – Ne pas obstruer
P024 – Ne pas marcher ou stationner à cet endroit
P025 – Ne pas utiliser un échafaudage incomplet
P026 – Ne pas utiliser ce dispositif dans une baignoire, une douche ou dans un réservoir rempli d'eau
P027 – Ne pas utiliser cet ascenseur pour des personnes
P028 – Port de gants interdit
P029 – Interdiction de photographier
P030 – Ne pas faire de nœuds avec la corde
P031 – Ne pas modifier la position de l’interrupteur
P032 – Ne pas utiliser pour la rectification plane
P033 – Ne pas utiliser pour rectification humide
P034 – Ne pas utiliser avec une meuleuse portative

## Danger
La lettre W provient du mot anglais warning qui veut dire avertissement.

W001 – Danger général
W002 – Matières explosives, risque d’explosion
W003 – Matières radioactives ou radiations ionisantes
W004 – Rayonnement laser
W005 – Radiations non ionisantes
W006 – Champ magnétique
W007 – Trébuchement
W008 – Chute avec dénivellation
W009 – Risque biologique
W010 – Basses températures, gel
W011 – Surface glissante
W012 – Électricité
W013 – Chien de garde
W014 – Chariots élévateurs et autres véhicules industriels
W015 – Charges suspendues
W016 – Matières toxiques
W017 – Surface chaude
W018 – Démarrage automatique
W019 – Écrasement
W020 – Obstacle en hauteur
W021 – Matières inflammables
W022 – Éléments pointus, risque de coupure de la main
W023 – Substances corrosives
W024 – Écrasement des mains
W025 – Rouleaux contrarotatifs
W026 – Charge de la batterie en cours
W027 – Rayonnement optique
W028 – Substances comburantes
W029 – Bouteille pressurisée
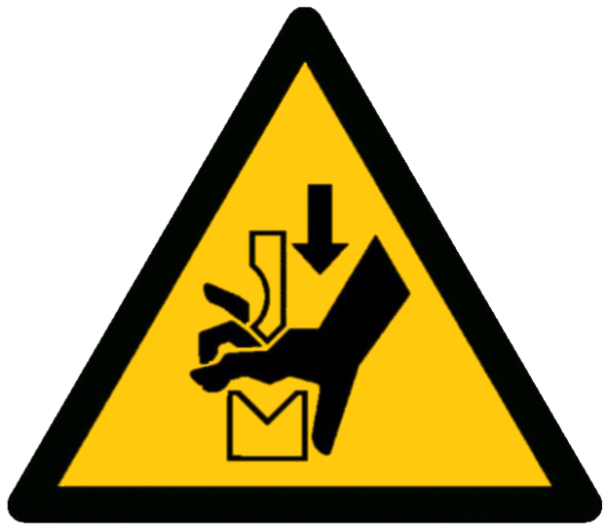
W030 – Écrasement de la main dans l'outil d'une presse plieuse
W031 – Écrasement de la main entre une presse plieuse et le matériau
W035 – Chute d'objets
W039 – Pointes de glace en chute
W040 – Chute de neige du toit
W041 – Atmosphère asphyxiante
W042 – Arc électrique
W043 – Glace mince
W044 –  Rampe de mise à l'eau
W045 –  Zone d’activités nautiques tractées
W046 – Zone de pratique du surf
W047 – Eaux profondes
W048 – Eau peu profonde
W049 – Objets immergés
W050 – Changement brutal de profondeur du bassin
W051 – Berges non protégées
W052 – Bord de la falaise instable
W053 – Falaise instable
W054 – Requins
W055 – Evacuation des eaux usées
W056 – Zone à risque de tsunami
W057 – Courants forts
W058 – Zone de navigation
W059 – Pratique de la voile
W060 – Marées montantes
W061 – Sables mouvants ou vase/vase profonde ou limon
W062 – Pratique du kitesurf
W063 – Parachutes ascensionnels
W064 – Vents forts
W065 – Vagues déferlantes ou hautes
W066 – Plage à forte déclivité
W067 – Crocodiles, alligators ou caïmans